# Côte de Guinée
Cet article traite de la région géographique de la côte de Guinée, et ne doit pas être confondu avec les entités politiques ayant tiré leurs noms de celle-ci : la république de Guinée (ex-Guinée française), la Guinée-Bissau (ex-Guinée portugaise), la Guinée équatoriale (ex-Guinée espagnole) et la Nouvelle-Guinée (qui a inclus la Nouvelle-Guinée allemande et la Nouvelle-Guinée néerlandaise et aujourd'hui la Papouasie-Nouvelle-Guinée)
Pour les articles homonymes, voir Guinée (homonymie).

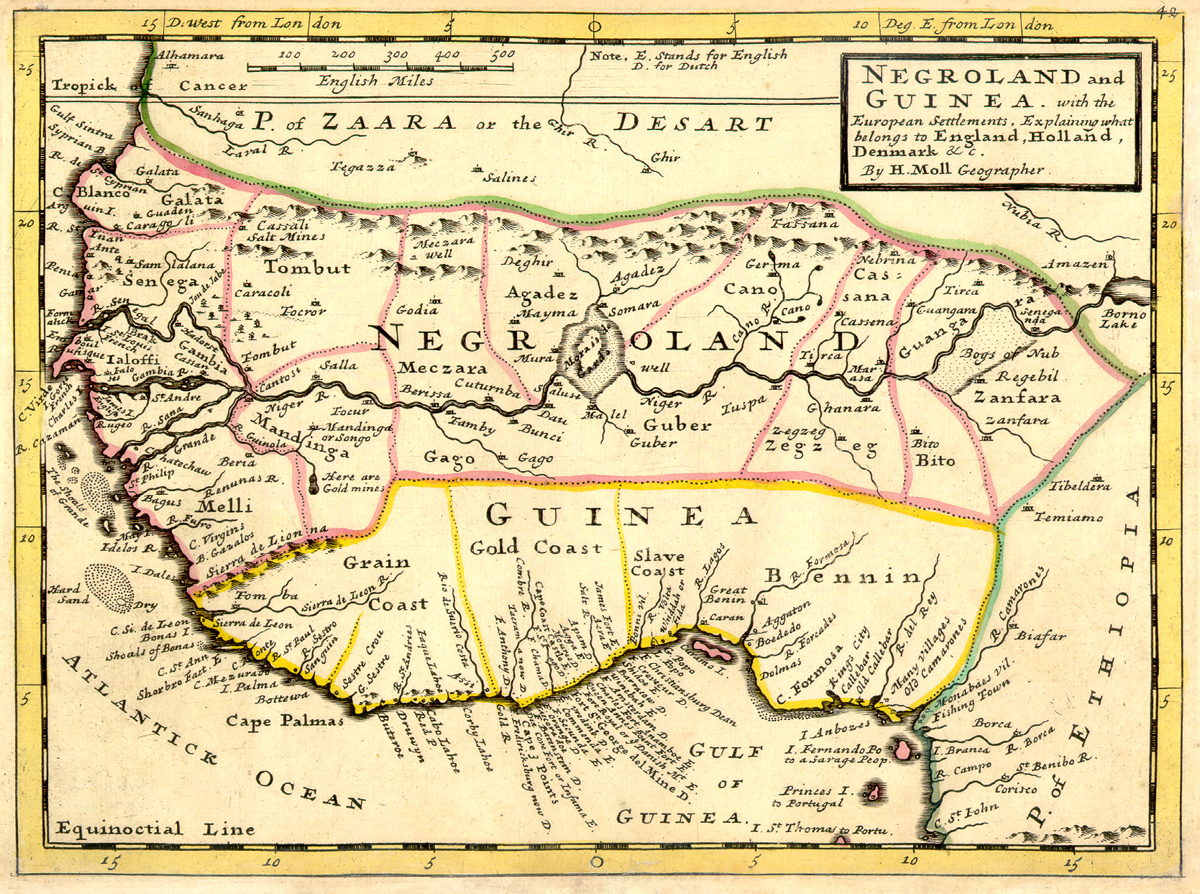
Herman Moll, carte anglaise du XVIIIe siècle (1729) désignant une large zone appelée « Guinée ». L'intérieur des terres était alors largement inconnu des Européens, comme en témoigne le tracé encore assez approximatif du fleuve Niger. Le Negroland était plutôt appelé « Nigritie » ou « Soudan » sur les cartes françaises contemporaines de celle-ci.

La côte de Guinée est la côte qui borde au nord le golfe de Guinée. Elle s'allonge sur 3 600 km, de la presqu'île du Cap-Vert au mont Cameroun. Sur cette portion du littoral africain, les Européens pratiquèrent, à partir du milieu du XVe siècle, un commerce intense avec les royaumes africains littoraux. L'or et les esclaves étaient l'objet de lucratives transactions. Les esclaves étaient capturés dans un vaste espace en Afrique de l'Ouest, à l'intérieur des terres, entre le golfe de Guinée et le cours moyen du Niger. On prit l'habitude d'appeler Guinée cet espace géographique aux frontières mal définies .

## L'origine du nom de Guinée

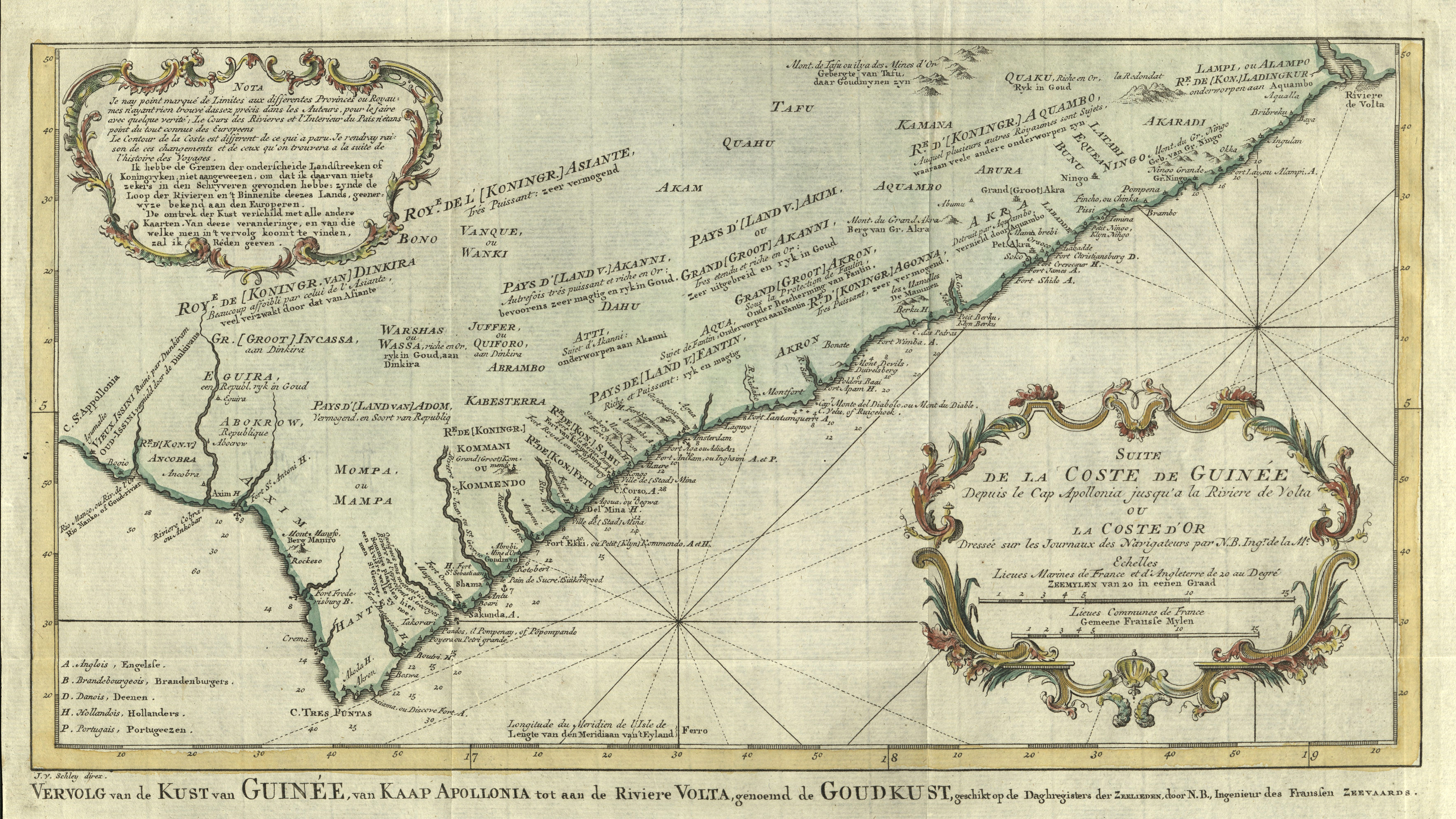
Jakob van der Schley, Verfolg van de Kust van Guinee, 1747.

### Déformation de Djenné
Avant leur venue le long des côtes de Guinée, les Européens avaient accès aux marchandises de l'Afrique subsaharienne par l'intermédiaire des Maghrébins de la côte des Barbaresques qui contrôlaient aussi les routes commerciales transsahariennes. L'or et les esclaves étaient vendus comme venant de Djenné, la ville mythique d'Afrique noire, dotée d'une mosquée célèbre, grand marché et grand point de départ de caravanes sur les rives du Niger.
Trois routes transsahariennes atteignaient le pays de Djenné :
- la route de l'ouest à travers la Mauritanie actuelle : Agadir, Tagaost, Idjil, Tichit, Oualata et Djenné ;
- la route des salines : Marrakech, Ktaoua, Teghaza, Taoudeni, Tombouctou puis, par voie fluviale, Gao et Djenné ;
- la route de l'est : Fès et Sijilmassa ou Tlemcen ou Alger ou Tunis, le Touat, Timissao, Gao puis, par voie fluviale, Tombouctou et Djenné.

Ayant réussi grâce aux progrès de la navigation à contourner ces routes barbaresques sablonneuses, inhospitalières voire dangereuses ou à tout le moins de dépendances vis-à-vis des contrées traversées, et à ainsi atteindre Djenné par le sud côtier puis une route terrestre voire fluviale plus courte, les Européens appelèrent « côte de Guinée » le nouveau littoral à partir duquel il leur était désormais possible de commercer avec Djenné.
La première apparition écrite du mot « Guinée » se trouve dans une chronique de Gomes Eanes de Zurara rédigée en 1453 et intitulée Découvertes d'Henri le Navigateur. En 1483, Jean II de Portugal ajoute à ses titres celui de « seigneur de Guinée » (Senhor da Guiné).
Pour Léon l'Africain (1494-1554), qui passa sa jeunesse à Fès, et selon certains auteurs plus récents qui se réfèrent à lui, le nom « Guinée » proviendrait donc de celui de « Djenné ». Ce témoignage a le mérite de nous renseigner sur la grande renommée de cette ville auprès des Maghrébins.

### Terre des Noirs
Mais certains autres auteurs font remarquer que dans les langues tamazightes, parlées par les Berbères d'Afrique du Nord et les Touaregs, l'expression Akal n-Iguinawen signifie « Terre des Noirs » – de Ghinawen, « Noirs », mot arabisé en Guinauha ou Genewah dans les dialectes maghrébins. C'est un fait que les musiciens noirs d'origine subsaharienne qui se produisent aujourd'hui dans tout le Maghreb y sont appelés Gnaouas (Guinéens). 
Il demeure principalement ces deux explications de toute façon raccordables sur l'étymologie du terme « Guinée ».

### Paronymie
Il est à noter la paronymie mnémotechnique relevant a posteriori d'une ressemblance fortuite entre les toponymes « Guinée » et « Guyane », qui n'ont cependant rien à voir (« Guiana » signifie « terre d'eaux abondantes » en arawak).

## Qu'est-ce que la Guinée?
Si la côte de Guinée est définissable et cartographiable, la Guinée n'est pas une région qu'on pourrait précisément définir et cartographier à l'intérieur de frontières. C'est un espace aux contours vagues qui varie beaucoup en fonction du lieu à partir duquel on le considère.

### Vue à partir du Maghreb...
La Guinée est l'arrière-pays de Djenné, le pays des Noirs, et peut s'entendre aussi bien de toute l'Afrique de l'Ouest que de toute l'Afrique noire. C'est l'équivalent du mot d'origine arabe Soudan qui désigne le « pays des Noirs » par opposition au pays des Blancs : le Maghreb, le Sahara et l'Égypte.

### Vue à partir de l'océan Atlantique...
La Guinée est un espace de l'Afrique intérieure auquel on accède en débarquant sur la côte de Guinée. De ce point de vue, la Guinée se limite à l'Afrique occidentale et exclut l'Afrique équatoriale et l'Afrique australe.
Dans les siècles qui précédèrent la colonisation cependant, du XVe au XVIIIe siècle, il est arrivé que les Européens distinguent une haute Guinée bordée par la côte de Guinée, de la presqu'île aujourd'hui sénégalaise du Cap-Vert au mont Cameroun, et une basse Guinée dudit mont Cameroun au cap de Bonne-Espérance. Cette terminologie, qui s'appuyait sur une différence de richesse entre une côte riche en or et en esclaves et une côte, à l'époque, moins attractive (entre désert du Namib et courant océanique froid remontant de l'Antarctique par exemple), a été abandonnée.

## Histoire de l'installation des premiers Européens sur la côte de Guinée
Les Portugais, déjà implantés sur le littoral saharien à Boujdour (depuis 1434), sur le Cap Blanc (depuis 1441), sur l'île d'Arguin (depuis 1445), fondèrent un établissement commercial sur la presqu'île du Cap-Vert en 1445, à Portudal, sur la côte sérère, en 1447 et à Cacheu, au nord de l'actuelle Guinée-Bissau, en 1450. Entre 1482 et 1484, ils établirent les postes d'Axim et de Saint-Georges-de-la-Mine (São Jorge da Mina) sur la côte de l'Or, dans l'actuel Ghana,  [source insuffisante].
Ces découvertes sont contestées aux Portugais par les Dieppois qui prétendent avoir fait à la côte de Guinée, dès l'an 1367, un commerce très lucratif, auquel ils associèrent même par la suite les habitants de Rouen[réf. nécessaire]. 

## Les composantes de la côte de Guinée[6]
Du nord-ouest au sud-est, la côte comprend les littoraux suivants :
- la partie du littoral sénégalais située au sud de Dakar c'est-à-dire Petite-Côte (ou côte sérère) et côte de Casamance,
- celui de la Gambie,
- celui de Guinée-Bissau,
- celui de Guinée-Conakry,
- la côte du Poivre ou côte des graines (littoraux de Sierra Leone et du Libéria),
- la côte d'Ivoire, actuel littoral ivoirien,
- la côte de l'Or ou littoral de l'actuel Ghana,
- la côte des Esclaves (littoraux du Togo, du Bénin et une partie de celui du Nigéria jusqu'aux bouches du Niger),
- les littoraux du Nigéria et du Cameroun entre les bouches du Niger et le mont Cameroun,
- l'île Bioko (ancienne île Fernando Poo), partie de la Guinée équatoriale.

## Les centres d'extraction de l'or de Djenné
Djenné est à 2 000 km du Tafilalet (sud marocain).
- Bassin aurifère de Lobi sur le cours de la haute Volta Noire, à 400 km au sud-sud-est de Djenné,
- bassin des Ashantis, plus au sud encore à 800 km de Djenné,
- bassins du Mali et du Bouré, sur le cours du haut Niger, à 400 et 700 km au sud-ouest de Djenné,
- bassin du Bambouk, sur le cours du fleuve Sénégal, à 700 km à l'ouest de Djenné.

Ces lieux sont tous plus accessibles aux Européens à partir de la côte :
- le bassin de Lobi à 600 km de la côte ;
- celui des Ashantis à 200 km de la Côte de l'Or ;
- le bassin de Bambouk à 500 km de Dakar et de l'île de Gorée.

## La côte de Guinée a donné son nom à trois États actuels
- l'ancienne Guinée portugaise, actuelle Guinée-Bissau ;
- l'ancienne Guinée française, actuelle Guinée dite Guinée-Conakry indépendante dès 1958 ;
- l'ancienne Guinée espagnole, actuelle Guinée équatoriale.

## Elle donne son nom à une zone climatique
La zone guinéenne est une zone tropicale à courte saison sèche et longue saison des pluies.
Elle se situe entre la zone équatoriale (pluie et humidité toute l'année) au sud et la zone soudanaise (avec une saison sèche plus longue) au nord, puis la zone sahélienne (saison sèche encore plus longue) plus au nord en bordure du Sahara.

## Sources et références
1. ↑  Guinée (G.D.E.L.).
2. 1 2  Brignon et Amine 1967, p. 190.
3. ↑  Léon écrit cette information en 1526 et elle est publiée en 1550.
4. ↑  C.L., « Guyane : d'où vient le nom de ce département ? », sur Le Parisien, 12 août 2016 (consulté le 30 octobre 2019).
5. ↑  Mody Cissoko et Dione 1972, p. 101.
6. ↑  Éd. ANSART Fils et Ambroise RENDU, Histoire et géographie, Paris, de Ch. FOURAUT, 1857, 140 p., p. 130.